# Feldmoching-Hasenbergl
Kategorie:Wikipedia:Artikel ohne Wikidata-Datenobjekt
Feldmoching-Hasenbergl là quận 24 ở phía bắc thành phố München, thủ phủ bang Bayern.
Quận lớn thứ hai ở München về diện tích được tạo thành từ các khu vực thành phố cùng tên Feldmoching và Hasenbergl cũng như các khu Ludwigsfeld và Lerchenau. Các khu vực này lại bao gồm Fasanerie-Nord, Feldmochinger Anger, Harthof và Lerchenauer See.

## Vị trí
Quận này bao gồm nhiều vùng đất rộng ở phía bắc và nằm trong vùng phẳng gọi là Münchner Schotterebene. Nó trải dài từ  Dachauer Straße (B 304) ở phía Tây cho tới Schleißheimer Straße ở phía Đông. Khu vực nằm ở đầu phía Bắc München từ phía Nam ở DB-Rangierbahnhof München-Nord cho tới biên giới thành phố ở phía Bắc.
Đặc biệt là Dreiseenplatte, Panzerwiese vàHartelholz, Regattastrecke Oberschleißheim scũng như Landschaftssee Allacher Lohe.
Các quân lân cận là Untermenzing ở phía Tây. Ở phía Tây Bắc nó có biên giới với xã Karlsfeld thuộc huyện Dachau (huyện), ở phía Bắc là xã Oberschleißheim thuộc München (huyện).